# اونسیو
اونسیو (به فرانسوی: Oncieu) یک کمون در فرانسه است که در Canton of Saint-Rambert-en-Bugey واقع شده‌است.

## خصوصیات
اونسیو ۷٫۷۶ کیلومترمربع مساحت و ۹۲ نفر جمعیت دارد و ۴۵۵ متر بالاتر از سطح دریا واقع شده‌است.